# دانيال ن. لوكوود
دانيال ن. لوكوود هو محامي وسياسي أمريكي، ولد في 1 يونيو 1844 في هامبورغ في الولايات المتحدة، وتوفي في 1 يونيو 1906 في بوفالو في الولايات المتحدة. نشط حزبياً في الحزب الديمقراطي. وقد انتخب عضو مجلس النواب الأمريكي ‏.